# Bruce Hunter (nadador)
Richard Bruce Hunter (Boston, 6 de julho de 1939 – 6 de julho de 2018) foi um nadador americano.

## Carreira
Ele representou os Estados Unidos em 1960 jogos Olímpicos de Verão em Roma. Bruce nadou no masculino 100 metros estilo livre, avançou para a fase final, e terminou em quarto lugar no geral, com um tempo de 55,6 segundos.
Morreu em 6 de julho de 2018, no dia em que faria 79 anos.